# الرابطة البرلمانية 1966–67
الرابطة البرلمانية 1966–67 (بالإنجليزية: 1966–67 Isthmian League)‏ هو موسم من دوري إسثميان. فاز فيه ساتون يونايتد.